# Isla Daru
La Isla Daru es una isla papú neoguineana ubicada en el estrecho de Torres. Forma parte de las islas del estrecho de Torres y pertenece a la Provincia Occidental de Papúa Nueva Guinea.
La ciudad de la isla tiene el mismo nombre y es la capital de la provincia, albergando la mayoría de la población, que alcanza los 20 524 (2009). Tiene forma elíptica, con dimensiones de 5.0 por 3.7 km², 14.7 km² en área, y una altura de hasta 27 m. La isla está separada de la parte central en el norte por la vía de 3.5 km  Daru Roads. La menor distancia de la isla Bristow (también llamada isla Bobo) en el sur es de 1.3 km.
La isla Daru es una de las pocas de las islas del estrecho de Torres que no pertenecen a Australia, sino a Papúa Nueva Guinea, y es la que tiene mayor población del grupo, aunque raramente los Isleños del estrecho de Torres viven en la isla. La industria principal es la pesca, aunque solo hay unos pocos pescadores que sean dueños locales. La isla tiene un aeropuerto internacional que es utilizado mayoritariamente por aerolíneas australianas arrendadas por empresas para clientes o para repostar combustible.
El primer registro de la existencia de la isla fue un avistamiento por la expedición española de Luis Vaz de Torres el 5 de septiembre de 1606.